# Iffens
Iffens ist als Bauerschaft ein Ortsteil von Stollhamm in der Gemeinde Butjadingen im Landkreis Wesermarsch.

## Geschichte
Zu Iffens gehören Riplap, Jelgen, Melkschap, Osterhausen, Beckmannsfeld, Mitteldeich und Stollhammerdeich. Die erste Erwähnung von Iffens war 1315. Im 14. Jahrhundert verlor die Bauerschaft Iffens durch den Einbruch des Jadebusens ihren westlichen Teil. 1638 wurde eine einklassige Schule eröffnet, die im Jahr 1855 49 Schüler hatte. Sie wurde im Sommer 1966 geschlossen. Beckmannsfeld war ein Erbzinsgut. Graf Anton I. von Oldenburg ließ 1566 den Hayenschloot eindeichen. Während des Ersten Weltkriegs wurde bei Iffens das Fort Iffens errichtet.

## Demographie
| Jahr | Einwohner |
| ---- | --------- |
| 1675 | 243       |
| 1747 | 232       |
| 1815 | 286       |
| 1855 | 316       |
| 1895 | 278       |
| 1925 | 198       |
| 1950 | 283       |
| 1961 | 159       |
| 1970 | 283       |